# アムリとやっちゃおうよ!
「アムリとやっちゃおうよ!」は、OVA『星の海のアムリ』美少女キャラ盤Vol.1のタイトル。
2007年12月19日にflying DOGから発売された。

## 概要
同作品で牧野由依が演じている主役・アムリとして歌唱（本人名義ではなくアムリ名義のキャラクターソングとして）。アムリとして牧野由依が歌うオープニングテーマと挿入歌、窪田ミナが手がけるサウンドトラックより「アムリのテーマ」などを収録。

## 収録曲
1. やっちゃおうよ!
歌：アムリ率いる宇宙少女ヴァンアレン隊（牧野由依、相澤みちる、斎藤桃子）
作詞・作曲・編曲：DANCE☆MAN、ホーン編曲：川松久芳
  - OVA『星の海のアムリ』オープニングテーマ（第一話ではエンディング）
2. アムリのひとりごと
語り：アムリ（牧野由依）
脚本：米たにヨシトモ
3. アムリのテーマ
作曲：窪田ミナ
4. 海鳥花-アムリVer.-　
歌：アムリ（牧野由依）
作詞：米たにヨシトモ、作曲・編曲：窪田ミナ
  - OVA『星の海のアムリ』挿入歌
5. やっちゃおうよ!（特製カラオケ）